# Хорст Кошка
Хорст Кошка (Алтенберг; 8. септембар 1943), источнонемачки је биатлонац, члан СК Динамо из Зинвалда. По занимању је био произвођач дрвета.

## Спортска биографија
У својој каријери Кошка је два опута учествовао на Зимским олимпијским играма 1968. у Греноблу и 1972. у Сапороу. Оба пута је учествовао у дисциплини појединачно и штафети. У Сапороу је са штафетом  у којој су били Хансјорг Кнауте, Јоахим Мајшнер, Дитер Шпер и Кошка, освојио бронзану медаљу, завршавајући иза Совјетског Саавеза и Финске.. Четири године раније у Греноблу, у трци 20 км појединачно заузео је 10. место, а са штафетом био је 6. Године 1970. на Светском првенству осваја бронзу са штафетом.
Кошка је освојио 5 националних првенстава Источне Немачке на 20 км појединачно и 4 штафетна злата (1967. 1969—71) додајући и стребро на 20 км 1969.
Кошка је касније постао тренер и судија, а радио је у тиму који је водио летњи биатлонски камп у Рудним горама.	